# Proteostrenia eumimeta
Proteostrenia eumimeta là một loài bướm đêm trong họ Geometridae.